# Microhexura
Microhexura Crosby & Bishop, 1925 è un genere di ragni appartenente alla famiglia Microhexuridae.

## Distribuzione
Le due specie oggi note sono state reperite negli Stati Uniti: la M. montivaga si trova nelle vette più alte delle Blue Ridge Mountains della Carolina del Nord e del Tennessee; la M. idahoana è stata rinvenuta più ad ovest, nella Catena delle Cascate, nelle Blue Mountains e nelle Montagne Rocciose settentrionali.

## Tassonomia
Attualmente, a dicembre 2020, si compone di 2 specie:
- Microhexura idahoana Chamberlin & Ivie, 1945 — USA
- Microhexura montivaga Crosby & Bishop, 1925[3] — USA

### Sinonimi
- Microhexura rainieri Chamberlin & Ivie, 1945; esemplari riconosciuti in sinonimia con M. idahoana Chamberlin & Ivie, 1945 a seguito di un lavoro di Coyle del 1981[2].